# Helmond Sport
Helmond Sport ist ein Fußballverein in der Stadt Helmond in der Provinz Noord-Brabant, Niederlande. Der Verein spielt in der Eerste Divisie, der zweiten niederländischen Liga. Die Vereinsfarben sind rot und schwarz.

## Geschichte und Erfolge
Der Club wurde 1967 gegründet, als sich die Profifußball-Abteilung des Vereins Helmondia '55 abspaltete. Zu Beginn spielte Helmond Sport in der Tweede Divisie, der damaligen 3. Profiliga. Aber bereits ein Jahr später stieg der Verein in die Eerste Divisie auf. Nach vielen Jahren in der zweiten Liga wurde Helmond Meister der 2. Liga im Jahr 1982 und stieg in die Eredivisie auf. Dort konnte man sich nur zwei Jahre halten und stieg 1984 als 16. wieder in die Eerste Divisie ab.
Ein Jahr später folgte dann der größte Erfolg der Vereinsgeschichte. 1985 erreichte Helmond Sport das KNVB-Pokal-Finale, das durch ein Tor in der Nachspielzeit gegen den FC Utrecht mit 0:1 verloren wurde.
Helmond Sport spielt seit 1984 kontinuierlich in der 2. Liga, nahm aber vereinzelt an der Relegation zur Eredivisie teil. 2005 verpasste man den Aufstieg nur knapp, als das entscheidende Spiel gegen Sparta Rotterdam erst in der Schlussphase verloren wurde. Die Saison 2006/07 beendete Helmond auf einem enttäuschenden 18. Platz. In den folgenden beiden Spielzeiten belegten die Nordbrabanter in der Abschlusstabelle die Plätze 7 (2007/08) bzw. 10 (2008/09).

## Kader der Saison 2025/26
Stand: 24. Juli 2025
| Nr. |             | Position | Name                |
| --- | ----------- | -------- | ------------------- |
| 1   | Niederlande | TW       | Menno Bergsen       |
| 3   | Belgien     | AB       | Flor Van den Eynden |
| 4   | Deutschland | AB       | Brian Koglin        |
| 6   | Deutschland | MF       | Michel Ludwig       |
| 7   | Niederlande | ST       | Sam Bisselink       |
| 8   | Spanien     | MF       | Pol Llonch          |
| 9   | Schweiz     | ST       | Labinot Bajrami     |
| 11  | Belgien     | ST       | Lennerd Daneels     |
| 12  | Curaçao     | AB       | Justin Ogenia       |
| 15  | Niederlande | AB       | Thomas Poll         |

| Nr. |             | Position | Name                |
| --- | ----------- | -------- | ------------------- |
| 16  | Deutschland | ST       | Maik Lukowicz       |
| 19  | Island      | MF       | Helgi Fródi Ingason |
| 22  | Kroatien    | MF       | Alen Dizdarević     |
| 23  | Niederlande | TW       | Kevin Aben          |
| 27  | Niederlande | AB       | Amir Absalem        |
| 32  | Niederlande | MF       | Tarik Essakkati     |
| 41  | Niederlande | ST       | Julian Geerts       |
| 42  | Niederlande | MF       | Khalid El Arnouki   |
|     | Niederlande | MF       | Dayen Geerts        |

## Trivia
Das GS Staalwerken Stadion ist markant, da auf einer kurzen Spielfeldseite keine Tribünen stehen, stattdessen grenzen Garagen an das Stadion, die von Anwohnern gerne als kostenlose Steh- und Sitzplätze genutzt werden.
Gegen Helmond Sport fiel eins der kuriosesten Tore der niederländischen Ehrendivision: Am 5. Dezember 1982 spielte Helmond gegen Ajax Amsterdam. Ajax bekam einen Elfmeter zugesprochen. Johan Cruyff schoss allerdings nicht direkt aufs Tor, sondern spielte den Ball quer zu seinem in den Strafraum gelaufenen Mannschaftskameraden Jesper Olsen. Dieser lief noch ein paar Meter und legte den Ball am verdutzten Torwart Otto Versfeld vorbei wieder quer auf Cruyff, der nur noch den Fuß hinzuhalten brauchte.